# Urbee
Urbee é o primeiro carro do mundo montado utilizando-se a tecnologia de impressão 3D (sua lataria e seus vidros foram "impressos"). Criado em 2010, por meio da parceira entre o grupo de engenharia estadunidense Kor Ecologic e a empresa Stratasys (fabricante das impressoras "3D Stratasys"), ele é um veículo híbrido com visual futurista.
Com a minimização do peso em relação a um carro normal e uma aerodinâmica que garante um bom desempenho para o veículo, é possível se obter uma velocidade relativamente alta (consegue atingir velocidades de 110 km/h), ao mesmo tempo em que ele economiza recursos para ativar suas funções.
Ele foi desenvolvido para gerar toda a energia que utiliza a partir de painéis solares e pequenos cata-ventos que produzem eletricidade a partir da movimentação do veículo – em caso de necessidade, a energia é produzida a partir de um pequeno reservatório de álcool. Possui uma autonomia de 50 quilômetros por litro de álcool andando na cidade. É possível que este valor dobre para condições de estrada.
Em Novembro de 2010, ele ficou exposto no SEMA Show, em Las Vegas.
Em 2013, a Kor Ecologic apresentou a 2a versão do veículo, batizada de Urbee 2. Ele é feito com material plástico de altíssima resistência, e possui três metros de comprimento, três rodas e dois lugares.